# 1983 год в телевидении
Список 1983 год в телевидении описывает события в мире телевидения, произошедшие в 1983 году.

## События

### Январь
- 29 января — премия «Золотой глобус».

### Март
- 7 марта — на бразильском телеканале TV Globo вышла в эфир детская передача «Balão Mágico».

### Октябрь
- 18 октября — по Первой программе ЦТ вышла в эфир молодёжная передача «До 16 и старше…»[1].

### Без точных дат
- Вышел телеспектакль Оловянные кольца.
- Вышел телеспектакль Кошкин дом.
- Вышла передача «Мир и молодёжь».
- Премия «Эмми».

## Родились
- 23 января — Алёна Лапшина — российская журналистка и телеведущая.
- 17 февраля — Елена Лихоманова — российская журналистка и телеведущая.
- 9 августа — Вера Водопьянова — российская телеведущая.
- 21 сентября — Анастасия Трегубова — российская журналистка и телеведущая.
- 13 декабря — Марина Девятова — российская поп-певица и телеведущая.